# Прусская улица (Великий Новгород)
Пру́сская — одна из улиц Великого Новгорода. Находится на Софийской стороне. Начинается от улицы Мерецкова-Волосова у юго-западной части Кремлёвского парка и, проходя в юго-западном направлении, оканчивается Т-образным перекрёстком с Шимской улицей. Протяжённость — 1 км. В древности, она начиналась у ворот тогда ещё проезжей Покровской башни Новгородского Детинца.
Прусская улица является одной из древнейших в Великом Новгороде и многократно упоминается в Новгородской летописи. В частности под 6738 (1230) годом в связи с постройкой в Загородском конце Церкви Двенадцати Апостолов на Пропастех. Своё название получила благодаря выходцам из балтского племени прусов, проживавшим в то время в этом районе города. Считается, что, как и Чудинцева улица, заселённая в своё время купцами из Чуди (Эстонии), Прусская существовала и до упоминания о ней в летописи.
16 июня 1351 года у Фёдора Даниловича было отнято посадничество, после чего «того же лета выгониша новгородци из Новагорода Федора посадника и брата его Михаилу, и Юрья, и Ондреяна, а домы их розграбиша, и Прускую улицю всю пограбиша; а Федор и Михаило и Юрьи и Ондреян побегоша в Пьсков, мало побывши, поихаша в Копорью».
Во времена Ивана Грозного на Прусской улице сразу за Окольным городом находился государев огород.
До 1764 года в конце Прусской улицы, в Прусском заполье находился Ильинский женский монастырь, у вала Окольного города — церковь Вознесения Господня (разобрана в XIX в.).
В 1917 году решением Новгородского Совета рабочих и солдатских депутатов улица получила новое название — Желябова (см. Желябов, Андрей Иванович). 12 сентября 1999 года решением Новгородского городского Совета народных депутатов историческое название было возвращено.
На Прусской улице находятся:
- Гимназия «Новоскул» с Музеем истории Прусской улицы
- Бывшая церковь Михаила Архангела[3]. Первая постройка относилась к ещё домонгольскому времени. Церковь примечательна тем, что в начале 1930-х годов, по причине закрытия Софийского и Входиерусалимского соборов, она стала кафедральным собором. В 1935—1936 годах здесь служил священномученик Владимир Лозина-Лозинский. После «Большого террора» 1937—1938 годов Михайловский собор на Прусской улице осталась единственным храмом в Новгороде, в котором совершались богослужения. Служба в храме продолжалась и после оккупации города в ходе Великой Отечественной войны: он был закрыт в 1942 году, после того, как оккупанты заставили гражданское население покинуть прифронтовой Новгород. В ходе послевоенных перестроек купола и апсиды храма были разрушены, а само здание приспособлено под жильё и разного рода учреждения. В настоящее время в нём располагается Новгородская областная специальная библиотека для незрячих и слабовидящих «Веда».
- Пожарная часть № 2
- Гостиница «Круиз»
- Центральный рынок
- В непосредственной близости расположен также Десятинный монастырь.
- Новгородский Торгово-Технологический Техникум(НТТТ), бывший Профессиональный Лицей 28.